# A Touch of Evil
A Touch of Evil è un singolo del gruppo heavy metal britannico Judas Priest, pubblicato nel 1991 ed estratto dall'album Painkiller.

## Tracce
1. A Touch of Evil
2. Between the Hammer & the Anvil

## Formazione
- Rob Halford – voce
- K.K. Downing – chitarra
- Glenn Tipton – chitarra
- Ian Hill – basso
- Scott Travis – batteria
- Don Airey – sintetizzatore